# Rocheville
Rocheville ist eine französische Stadt mit 608 Einwohnern (Stand: 1. Januar 2022) im Département Manche in der Region Normandie. Die Gemeinde gehört zum Arrondissement Cherbourg und zum Kanton Bricquebec-en-Cotentin. Die Einwohner nennen sich Rochevillais.

## Geografische Lage
Rocheville befindet sich etwa 15 Kilometer südlich von Cherbourg-Octeville im Zentrum der Halbinsel Cotentin. Der Douve begrenzt die Gemeinde im Nordosten. Umgeben wird Rocheville von den Nachbargemeinden Sottevast im Norden, Negréville im Osten, L’Étang-Bertrand im Süden und Südosten sowie Bricquebec-en-Cotentin im Süden und Westen.

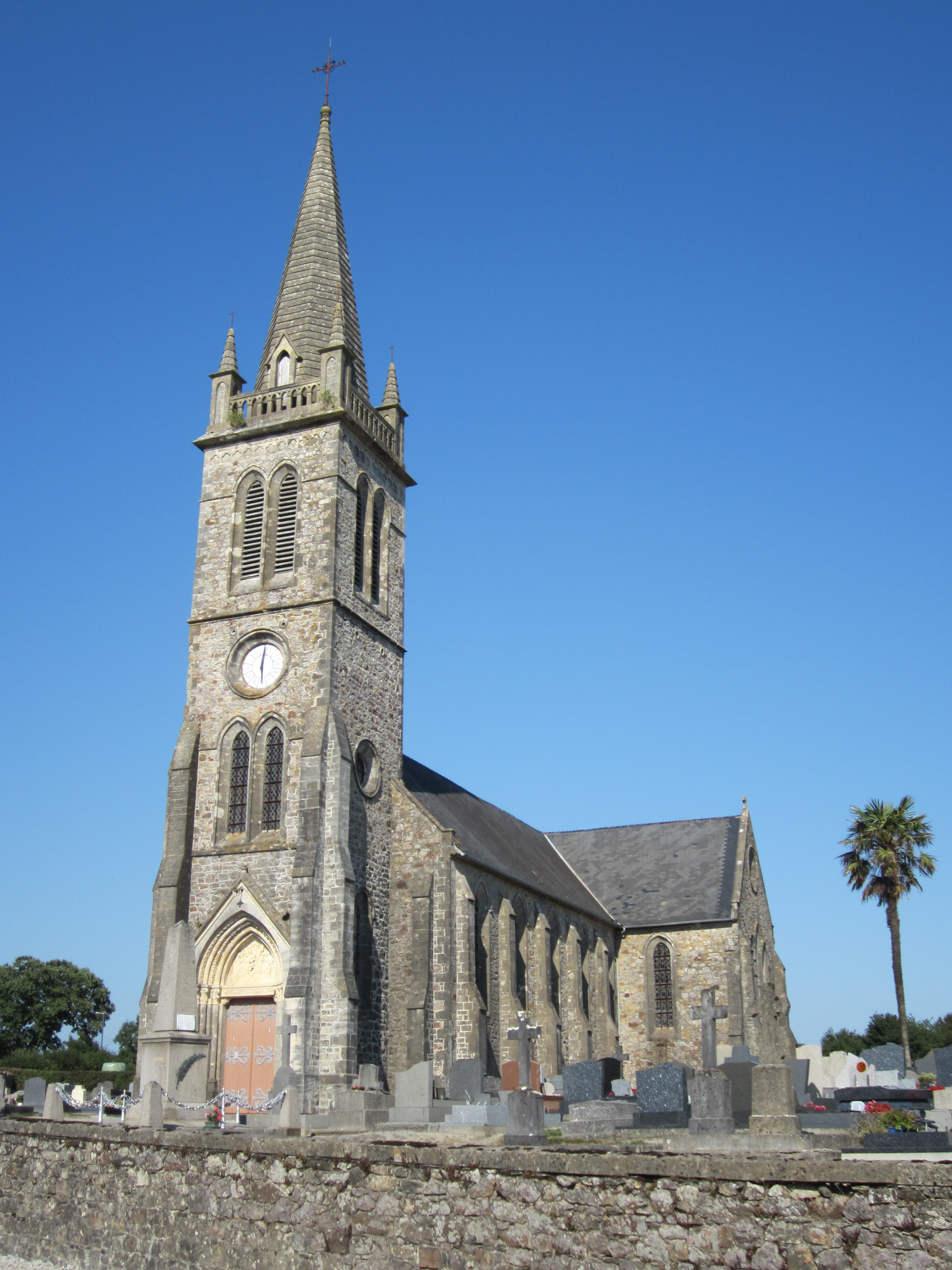
Kirche Saint-Pierre-et-Saint-Paul

## Bevölkerungsentwicklung
| Jahr                       | 1962 | 1968 | 1975 | 1982 | 1990 | 1999 | 2006 | 2018 |
| Einwohner                  | 393  | 391  | 358  | 402  | 527  | 559  | 624  | 592  |
| Quellen: Cassini und INSEE |      |      |      |      |      |      |      |      |

## Sehenswürdigkeiten
- Kirche Saint-Pierre-et-Saint-Paul aus dem 19. Jahrhundert
- Allée Couverte de la petite Roche
- Allée couverte du Câtillon